# Мулица, Геннадий Францевич
Геннадий Францевич Мулица (р. 12 марта 1969) — российский гребец.

## Карьера
Выступал за Московскую и Калининградскую область.
Участник четырёх чемпионатов мира. В 1996 году завоевал бронзу на чемпионате мира.
По окончании карьеры работает в МОУ ДОД ДЮСШ по водным видам спорта «Морская школа» заместителем директора по УВР.
Является наставников таких гребцов, как - Владимир Коляда, Михаил Пацера, Максим Мироненко, Михаил Дмитриев.